# 哥特圣经
哥特圣经或乌尔菲拉圣经，是中世纪早期以东日耳曼部落的哥特语写成的基督教圣经，传统上认为译者为4世纪的阿利乌教派主教乌尔菲拉，但近期学术研究表明译者不止一人。